# BKO (rapper)
Bryan Kwabena Oduro (Amsterdam, 31 december 1991), bekend onder zijn artiestennamen BKO is een Nederlandse rapper. Hij was lid van de rapformaties SBMG en WPMG. Verder rapt hij in gelegenheidssamenstellingen en solo.

## Biografie
Oduro werd geboren in Amsterdam. Aan het begin van zijn muziekloopbaan, in 2012, maakte hij deel uit van de rapformatie Sawtu Boys Money Gang (SBMG). Hij bleef slechts korte tijd bij de groep omdat hij zich verder wilde ontwikkelen. Wel bleven ze in de tijd erna samenwerken en verschenen ze in elkaars nummers geregeld als gastartiest.
In 2014 maakte hij zijn debuut als soloartiest met zijn mixtape Zeldzame vertoning. In hetzelfde jaar was hij een van de oprichters van de rapformatie Well Paid Music Group (WPMG). Andere rappers in de groep zijn YS, Bolle, Chase en WB (Willybeatsz). Via het YouTube-kanaal bracht hij een groot aantal video's uit. Hij is een broer van de rapper Rasskulz die hem muzikaal begeleidde. Ook brachten ze samen nummers uit via YouTube, waaronder Kijk uit in april 2015.
Op 31 december 2015 verscheen zijn single met videoclip Daytona als aankondiging van zijn ep Stretch. Ondertussen tekende hij in april 2016 een contract bij het label Rotterdam Airlines. Bij het label werkte hij door aan zijn ep en verder nog aan een nieuw album. Daarnaast werkte hij mee aan het album Gate 16 van het label dat langer dan een jaar in de Album Top 100 staat. Hij is te horen op tien van de twintig nummers van het album. Het kwam op nummer 2 van de Album Top 100 binnen en bleef enkele maanden in de top van deze lijst staan. Een van de nummers waaraan hij meewerkte, was Gass van Sevn Alias. Deze single stond net als Tempo, een samenwerking met Jairzinho, op nummer 3 in de Single Top 100.

## Discografie

### Albums
| Jaar | Album      | Vlag van Nederland | Vlag van Nederland | Opmerkingen |
| Jaar | Album      | 100                | weken              | Opmerkingen |
| ---- | ---------- | ------------------ | ------------------ | ----------- |
| 2018 | Masterplan | 70                 | 2                  | debuutalbum |
| 2020 | Steenbok   | 62                 | 1                  |             |

### Singles
| Jaar | Act                                               | Nummer     | Vlag van Nederland | Vlag van Nederland | opmerking                      |
| Jaar | Act                                               | Nummer     | 100                | weken              | opmerking                      |
| ---- | ------------------------------------------------- | ---------- | ------------------ | ------------------ | ------------------------------ |
| 2016 | Sevn Alias met BKO, Jairzinho en Jason Futuristic | Gass       | 3                  | 34                 | nr. 5 in de Nederlandse Top 40 |
| 2016 | ChildsPlay met BKO en Jairzinho                   | Barman     | 79                 | 2                  |                                |
| 2017 | Jairzinho met BKO, Sevn Alias en Boef             | Tempo      | 2                  | 27                 | nr. 19 in de Top 40            |
| 2017 | Jairzinho met BKO Kevin, Josylvio en Vic9         | Doorgaan   | 77                 | 7                  |                                |
| 2017 | BKO met Jairzinho en Sevn Alias                   | Mattaboy   | 96                 | 1                  |                                |
| 2017 | Jairzinho met BKO en Johnny Sellah                | Matta      | 74                 | 4                  |                                |
| 2017 | BKO met Jairzinho en Poke                         | Roll It    | 93                 | 1                  |                                |
| 2018 | BKO met Jerra                                     | Bom        | 91                 | 1                  |                                |
| 2018 | BKO met Jonna Fraser en Esko                      | In A Way   | 88                 | 1                  |                                |
| 2018 | BKO met Young Ellens, Josylvio en Kevin           | Señorita   | 17                 | 8                  |                                |
| 2019 | BKO met FMG                                       | Mandem Mad | 94                 | 1                  |                                |
| 2019 | BKO met Saffehbeats en Rasskulz                   | 24/7       | 47                 | 14                 |                                |